# Peder Dudde
Peder Dudde var en småländsk storman under 1300-talet.
Peder Dudde är endast känd genom två dokument från 1344 samt uppgifter i domböcker från tiden efter hans död, men trots det går det att konstatera att han under sin levnad var en av Finnvedens största jordägare. Efter hans död gick hans stora egendomar i arv till enda dottern Märta Pedersdotter, första gången gift 1363 med den halländske riddaren Ebbe Pik och därefter 1382 i sitt andra gifte med Abraham Brodersson (Tjurhuvud), vilken till stora delar lade grunden till sitt stora godsinnehav genom detta giftermål.